# Lark Rise to Candleford (Fernsehserie)
Lark Rise to Candleford ist eine britische Fernsehserie, die das Leben der ländlichen Bevölkerung gegen Ende des 19. Jahrhunderts beschreibt, basierend auf den Romanen von Flora Thompson, die zwischen 1939 und 1945 erschienen sind: Lark Rise, Over to Candleford, Candleford Green und die Trilogie Lark Rise to Candleford.
In Großbritannien wurde die erste Staffel ab dem 13. Januar 2008 in zehn Teilen auf BBC One ausgestrahlt, in den Vereinigten Staaten lief sie auf dem Sender PBS erstmals im Frühling 2009. Trotz hoher Einschaltquoten im britischen Fernsehen wurde die vierte als finale Staffel angekündigt und vom 9. Januar bis 13. Februar 2011 gesendet.
Im deutschsprachigen Raum war die erste Staffel der Serie zuerst ausschließlich über den Home-Entertainmentmarkt erhältlich, die deutsche Synchronfassung erschien im Jahr 2009 als zweiteilige DVD-Box. Erst vier Jahre später war die zweite Staffel im Handel zu erwerben, erneut in zwei Teilen ab dem 15. Juli und ab dem 19. August 2013.

## Handlung
Die Serie ist in dem kleinen Weiler Lark Rise und in der wohlhabenden benachbarten Marktstadt Candleford in Oxfordshire gegen Ende des 19. Jahrhunderts angesiedelt. Das tägliche Leben der Landarbeiter, Handwerker und der höheren Schicht wird dargestellt und das bunte Treiben der Figuren in ihren Alltäglichkeiten, Liebesangelegenheiten, Nöten und ihrem Konkurrenzdenken untereinander beschrieben.
Die Erzählung wird durch die Augen des 16-jährigen Mädchens Laura Timmins beschrieben, wie sie Lark Rise verlässt, um ein neues Leben in Candleford zu beginnen unter dem Schutz ihrer Tante, der unabhängigen, quirligen Dorcas Lane, die die Leiterin des örtlichen Postamts ist. Dabei lernt sie den Unterschied zwischen dem ländlichen, traditionellen Lark Rise und dem zukunftsorientierten Candleford kennen.

## Charaktere

### In Candleford
Laura Timmins
Die 16-jährige Laura, das älteste der Timmins-Kinder, stammt aus Lark Rise. Da sie sehr klug und wissbegierig ist, hat ihr ihre Mutter eine Ausbildungsstelle bei ihrer Tante Dorcas Lane in Candleford vermittelt. Die Arbeit bei der Post macht ihr viel Spaß, nur die Umstellung vom Bauernhof zum Kleinstadtleben scheint sie unterschätzt zu haben.
Dorcas Lane
Schon in jungen Jahren half sie viel bei ihrem Vater aus und übernahm nach seinem Tod die Leitung der Post und der Schmiede. Seither ist sie ein angesehenes und beliebtes Mitglied von Candleford, und auch der Gutsherr Sir Timothy, mit dem sie schon seit Kindesbeinen befreundet ist, legt großen Wert auf ihre Meinung.
Sir Timothy Midwinter
Der Gutsherr Sir Timothy ist der wichtigste Grundbesitzer in der Region, zugleich Friedensrichter und wird wegen seiner ruhigen, entschlossenen und gerechten Art von allen respektiert. Er ist frisch verheiratet mit der schönen Lady Adelaide.
Lady Adelaide Midwinter
Lady Adelaide stammt aus einer wohlhabenden Familie, ist aber erst durch die Heirat mit Sir Timothy gesellschaftlich aufgestiegen. Bisher war sie gewohnt, viele Partys und Bälle zu besuchen, doch nun lebt sie auf dem Land und muss sich neue Aufgaben suchen.
Pearl Pratt
Pearl, als Ältere der Pratt-Schwestern, übernahm nach dem Tod ihrer Mutter schon sehr früh die Verantwortung und so zogen sie nach Candleford, um dort ein Frauenbekleidungsgeschäft einzurichten. Sie legt viel Wert auf vornehme Ware und vornehme Kundschaft.
Ruby Pratt
Ruby, die jüngere der Pratt-Schwestern, unterstützt Pearl in jeder Hinsicht, sowohl beim Verkaufen im „Stores“ als auch im Bestreben, so vornehmlich wie möglich zu sein.
Thomas Brown
Thomas ist Dorcas’ Oberpostbote. Als gläubiger Christ, Abstinenzler und Nichtraucher will er mit gutem Beispiel vorangehen und seine Nachbarn auf den richtigen Pfad führen.
Zillah
Zilla ist Dorcas’ Haushälterin und arbeitete dort schon für ihren Großvater. Sie ist eine treue Seele, nimmt aber kein Blatt vor den Mund und weiß immer von jeder Neuigkeit zu berichten.
Matthew Welby
Matthew arbeitet in Dorcas’ Schmiede. Er hat eine sehr ruhige, beschauliche Art, die vor allem den Pferden zugutekommt, sodass sich selbst nervöse Tiere von ihm beschlagen lassen.
Philip Weiss
Da sein Vater auch Wildhüter ist, möchte er selbst diesen Beruf ergreifen und arbeitet auf Sir Timothys Gut als Wildhüterassistent. Als er Laura kennenlernt, versucht er sie von dieser Kunst zu begeistern.

### In Lark Rise
Robert Timmins
Robert, Vater von Laura, ist ursprünglich aus Oxford. Als gelernter Steinmetz war er zur Restaurierung der örtlichen Kirchen hergezogen, dabei lernte er Emma kennen, ließ sich mit ihr am Rande von Lark Rise im End House nieder und ist mittlerweile ein gewöhnlicher Arbeiter. Politisch ist er sehr freiheitsdenkend und hält seine Ansichten nicht immer zurück zur großen Besorgnis seiner Ehefrau.
Emma Timmins
Emma ist Roberts Frau und Mutter von fünf Kindern: Laura, Edmund, Ethel, Frank und Baby Annie. Sie wünscht sich für ihre älteste Tochter, die sehr klug ist, dass sie etwas aus ihrem Leben macht und kann sie zur Ausbildung an der Post ihrer Cousine Dorcas Lane nach Candleford schicken.
Caroline Arless
Caroline ist eine Nachbarin der Timmins. Da sich ihr Ehemann Walter auf hoher See befindet, ist nur sehr wenig Geld für sie und die vier Kinder übrig. Trotz allem ist sie lebensfroh und unbekümmert und findet immer Mittel und Wege, Geld aufzutreiben, um es gleich wieder genüsslich auszugeben.
Alf Arless
Alf ist Carolines ältester Sohn und von Kindheit an eng mit Laura befreundet. Er verließ die Schule frühzeitig, um auf den Feldern Geld zu verdienen und somit etwas für die Familie beizusteuern. Vergebens bemüht er sich, seine Mutter zur Sparsamkeit zu bewegen.
Queenie Turrill
Queenie lebt mit ihrem Mann Twister gleich neben dem End House. Als eine der ältesten Bewohnerinnen bewahrt sie die ländlichen Traditionen und Weisheiten. Sie hält auch Bienen und weiß den Honig für Nützliches und Bekömmliches einzusetzen.
Twister Turrill
Der alte Twister, Queenies Ehemann, ist nicht besonders hell im Kopf und etwas vergesslich. Meist kann man ihn im „Wagon and Horses“ antreffen, wo er gerne alte Anekdoten und Witze erzählt.
Paxton
Mr. Paxton ist der Wirt vom „Wagon and Horses“, der Kneipe in Lark Rise, somit dessen Mittelpunkt.
Edmund Timmins
Edmund ist drei Jahre jünger als Laura. Er geht noch zur Schule, doch glaubt er nicht, dass seine Mutter seinen Berufswunsch unterstützen wird, denn er will Soldat werden.

## Synchronisation
Die Synchronisation der ersten Staffel fand im Jahr 2009 statt, die zweite Staffel wurde 2013 synchronisiert. Das Dialogbuch stammt von Klaus Schönicke, Dialogregie führte Gerd Graf und das zuständige Synchronstudio war DMT – Digital Media Technologie in Hamburg.
| Schauspieler           | Rolle                                    | deutsche Sprecher                | Episoden               |
| Bewohner in Candleford | Bewohner in Candleford                   | Bewohner in Candleford           | Bewohner in Candleford |
| ---------------------- | ---------------------------------------- | -------------------------------- | ---------------------- |
| Julia Sawalha          | Dorcas Lane, Postmeisterin in Candleford | Anne Moll                        | 1–22                   |
| Olivia Hallinan        | Laura Timmins, Postgehilfin              | Kristina von Weltzien            | 1–22                   |
| Ben Miles              | Sir Timothy Midwinter, Gutsherr          | Volker Hanisch                   | 1–10                   |
| Olivia Grant           | Lady Adelaide Midwinter                  | Svenja Pages                     | 1–8/10                 |
| Matilda Ziegler        | Pearl Pratt, Ladeninhaberin              | Traudel Sperber                  | 1–18/20–22             |
| Victoria Hamilton      | Ruby Pratt, jüngere Schwester            | Dagmar Dreke                     | 1–18/20/22             |
| Mark Heap              | Thomas Brown, Postbote                   | Christian Rudolf                 | 1–22                   |
| Stephen Marcus         | Matthew Welby, Schmied                   | Walter Wigand                    | 1–10                   |
| Liz Smith              | Zillah, Haushälterin                     | Marianne Bernhardt               | 1–10                   |
| Oliver Jackson Cohen   | Philipp White, Wildhütergehilfe          | Patrick Bach                     | 2–10                   |
| Peter Vaughan          | Reverend Ellison                         | Henry König                      | 3/5                    |
| Sandy McDade           | Miss Margaret Ellison, Pastorentochter   | Kerstin Draeger                  | 3/5/9–11/14–22         |
| Ruby Bentall           | Minnie Mude, Zimmermädchen               | Dorothee Sturz                   | 12–22                  |
| Jason Merrells         | James Dowland, Gasthofbesitzer           | Lennardt Krüger                  | 12–22                  |
| Matthew McNulty        | Fisher Bloom                             | Tim Knauer                       | 15–17                  |
| Rebecca Night          | Nan Carter                               | Josephine Schmidt                | 19–22                  |
| Bewohner in Lark Rise  |                                          |                                  |                        |
| Brendan Coyle          | Robert Timmins, Steinmetz aus Lark Rise  | Jürgen Holdorf                   | 1–22                   |
| Claudie Blakley        | Emma Timmins                             | Margrit Straßburger              | 1–22                   |
| Fergus Drysdale        | Frank Timmins                            | Anton Wilms Philip Draeger       | 1–10 11–22             |
| Thomas Rhys Jones      | Edmund Timmins                           | Lucas Sperber Julian Henneberg   | 1–10 11–22             |
| Martha Murdoch         | Ethel Timmins                            | Florentine Stein Kim Mayhew      | 1–10 11–22             |
| Dawn French            | Caroline Arless, Strohwitwe              | Katja Brügger                    | 1–4/9–11               |
| John Dagleish          | Alf Arless                               | Leonhard Mahlich                 | 1–22                   |
| Hope Yeomans           | Lizzie Arless                            | Florentine Stein Josephine Martz | 1–4/8–10 11–22         |
| Linda Bassett          | Queenie Turrill                          | Isabella Grothe                  | 1–22                   |
| Karl Johnson           | Twister Turrill                          | Hartmut Rüting Manfred Liptow    | 1–10 11–22             |
| Gerard Horan           | Mr. Paxton, Wirt                         | Jörg Gillner                     | 1–4/7–8                |

## Produktion

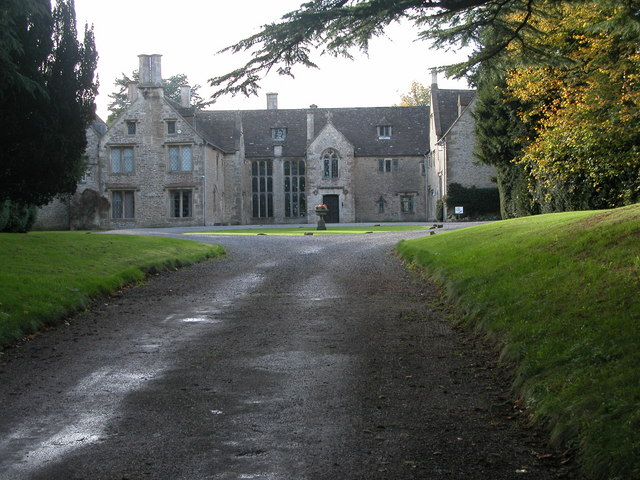
Das Chavenage House

Die Innenaufnahmen wurden in einem Lagerhaus auf dem Beeches Industrial Estate, in Yate, South Gloucestershire gemacht. Die Außenaufnahmen zu den Dörfern Lark Rise und Candleford wurden auf Bauernhöfen in Box und Neston Park, nahe Corsham in Wiltshire, gedreht. Nach Angaben der BBC wurde die Hatt Farm in Box wegen ihrer Nähe zu bestehenden Kornfeldern und wegen ihrer Gebäude benutzt und die Park Farm in Neston Park wurde ausgewählt wegen ihres unberührten Charakters und ihrer attraktiven traditionellen Gebäude. Die Außenaufnahmen an diesen Standorten für die erste Staffel dauerten 25 Tage, verteilt über einen Zeitraum von 5 Monaten. Alle ländlichen Aufnahmen, einschließlich alles Kommens und Gehens der Gutsherrn, wurden bei Chavenage House in Gloucestershire gedreht.

## Ausstrahlung im deutschsprachigen Raum
Die erstmalige Ausstrahlung der ersten Staffel in deutscher Sprache fand auf dem Bezahlfernsehsender Passion ab dem 10. Mai 2012 statt. Im Herbst desselben Jahres zeigte der österreichische frei empfangbare Fernsehsender ServusTV die erste Staffel dienstags zur Hauptsendezeit vom 11. September bis zum 31. Oktober 2012.
Ab dem 8. September 2013 begann dieser Sender auch die zweite Staffel im sonntäglichen Vormittagsprogramm auszustrahlen. Seit Ende Mai 2018 ist die Serie auf dem Sender eoTV zu sehen.

## Episodenliste
| Nummer (gesamt) | Nummer (Staffel) | Originaltitel | Drehbuch         | Regie          | Erstausstrahlung UK (BBC One) | Erstausstrahlung D (Passion) |
| 01              | 01               | Episode 1     | Bill Gallagher   | Charles Palmer | 13. Januar 2008               | 10. Mai 2012                 |
| 02              | 02               | Episode 2     | Bill Gallagher   | Charles Palmer | 20. Januar 2008               | 17. Mai 2012                 |
| 03              | 03               | Episode 3     | Bill Gallagher   | Charles Palmer | 27. Januar 2008               | 24. Mai 2012                 |
| 04              | 04               | Episode 4     | Paul Rutman      | John Greening  | 10. Februar 2008              | 31. Mai 2012                 |
| 05              | 05               | Episode 5     | Bill Gallagher   | Charles Palmer | 3. Februar 2008               | 8. Juni 2012                 |
| 06              | 06               | Episode 6     | Bill Gallagher   | John Greening  | 17. Februar 2008              | 15. Juni 2012                |
| 07              | 07               | Episode 7     | Carolyn Bonnyman | Marc Jobst     | 24. Februar 2008              | 22. Juni 2012                |
| 08              | 08               | Episode 8     | Gaby Chiappe     | Marc Jobst     | 2. März 2008                  | 28. Juni 2012                |
| 09              | 09               | Episode 9     | Bill Gallagher   | John Greening  | 9. März 2008                  | 5. Juli 2012                 |
| 10              | 10               | Episode 10    | Bill Gallagher   | John Greening  | 23. März 2008                 | 12. Juli 2012                |

| Nummer (gesamt) | Nummer (Staffel) | Originaltitel | Drehbuch         | Regie            | Erstausstrahlung UK (BBC One) | Erstausstrahlung D (ServusTV) |
| 11              | 01               | Episode 11    | Bill Gallagher   | Alan Grint       | 21. Dezember 2008             | 8. September 2013             |
| 12              | 02               | Episode 12    | Bill Gallagher   | Alan Grint       | 4. Januar 2009                | 8. September 2013             |
| 13              | 03               | Episode 13    | Bill Gallagher   | Alan Grint       | 11. Januar 2009               |                               |
| 14              | 04               | Episode 14    | Carolyn Bonnyman | Maurice Phillips | 18. Januar 2009               |                               |
| 15              | 05               | Episode 15    | Bill Gallagher   | Julian Holmes    | 25. Januar 2009               |                               |
| 16              | 06               | Episode 16    | Gaby Chiappe     | Moira Armstrong  | 1. Februar 2009               |                               |
| 17              | 07               | Episode 17    | Gaby Chiappe     | Sue Tully        | 8. Februar 2009               |                               |
| 18              | 08               | Episode 18    | Kate Gartside    | Alan Grint       | 15. Februar 2009              |                               |
| 19              | 09               | Episode 19    | Kate Gartside    | David Tucker     | 22. Februar 2009              |                               |
| 20              | 10               | Episode 20    | Carolyn Bonnyman | Patrick Lau      | 1. März 2009                  |                               |
| 21              | 11               | Episode 21    | Gaby Chiappe     | Paul Marcus      | 8. März 2009                  |                               |
| 22              | 12               | Episode 22    | Bill Gallagher   | Moira Armstrong  | 15. März 2009                 |                               |

| Nummer (gesamt) | Nummer (Staffel) | Originaltitel | Drehbuch        | Regie               | Erstausstrahlung (BBC One) |
| 23              | 01               | Episode 23    | Bill Gallagher  | Sue Tully           | 10. Januar 2010            |
| 24              | 02               | Episode 24    | Bill Gallagher  | David Tucker        | 17. Januar 2010            |
| 25              | 03               | Episode 25    | Gaby Chiappe    | Patrick Lau         | 24. Januar 2010            |
| 26              | 04               | Episode 26    | Gaby Chiappe    | Patrick Lau         | 31. Januar 2010            |
| 27              | 05               | Episode 27    | Bill Gallagher  | Moira Armstrong     | 7. Februar 2010            |
| 28              | 06               | Episode 28    | Bill Gallagher  | Sue Tully           | 14. Februar 2010           |
| 29              | 07               | Episode 29    | Bill Gallagher  | Paul Seed           | 21. Februar 2010           |
| 30              | 08               | Episode 30    | Rachel Bennette | David Innes Edwards | 28. Februar 2010           |
| 31              | 09               | Episode 31    | Bill Gallagher  | Sue Tully           | 7. März 2010               |
| 32              | 10               | Episode 32    | Bill Gallagher  | Patrick Lau         | 14. März 2010              |
| 33              | 11               | Episode 33    | Bill Gallagher  | Patrick Lau         | 21. März 2010              |
| 34              | 12               | Episode 34    | Bill Gallagher  | Sue Tully           | 28. März 2010              |

| Nummer (gesamt) | Nummer (Staffel) | Originaltitel | Drehbuch       | Regie       | Erstausstrahlung (BBC One) |
| 35              | 01               | Episode 35    | Bill Gallagher | Sue Tully   | 9. Januar 2011             |
| 36              | 02               | Episode 36    | Bill Gallagher | Sue Tully   | 16. Januar 2011            |
| 37              | 03               | Episode 37    | Bill Gallagher | Sue Tully   | 23. Januar 2011            |
| 38              | 04               | Episode 38    | Rachel Benette | Patrick Lau | 30. Januar 2011            |
| 39              | 05               | Episode 39    | Bill Gallagher | Sue Tully   | 6. Februar 2011            |
| 40              | 06               | Episode 40    | Bill Gallagher | Sue Tully   | 13. Februar 2011           |

## Auszeichnungen
- 2009: Television and Radio Industries Club Award in der Kategorie TV Drama Programme